# Institut français du Togo
L'Institut français du Togo fait partie du réseau mondial des instituts français. Son bureau est basé à Lomé, la capitale du pays.

## Historique
Son bâtiment principal fut inauguré en 1963 sous le nom de Centre culturel français.
L'Institut, en tant qu'organisme, a été constitué en 2011, dans le cadre d’une réforme mondiale du réseau culturel et de coopération du ministère français des Affaires étrangères et européennes initiée par la loi du 27 juillet 2010, en remplacement des activités culturelles françaises qui, dans le pays, étaient jusque-là réunies au sein de l'association Culturesfrance.
Cette réorganisation a apporté une meilleure unité et une plus grande simplicité de gestion. Les services de coopération universitaire, éducative, linguistique et culturelle de l’Ambassade de France ont ainsi fusionné pour devenir l’Institut français du Togo. Ils entretiennent des liens étroits avec les consulats honoraires, le consulat général ainsi que les bureaux de l'Alliance française du pays.

## Rôle
L'Institut propose diverses activités culturelles, en plus des cours et classes de français. Ainsi, le centre culturel de l'institut participe à la scène culturelle locale, en créant des évènements à visée nationale, régionale ou locale, selon les projets; il propose quelque 300 évènements culturels annuels. Il participe également à des évènements externes, dans le cadre de la promotion de la culture et des échanges entre la France et le Togo, mais aussi avec d'autres instances officielles étrangères et nationales (ambassades, associations culturelles togolaises etc). Par exemple, début novembre 2016, l'ambassade de France au Togo a ainsi réuni 200 jeunes de 13 nationalités lors de l'ouverture de la 22e Conférence des parties de Marrakech, au sein de l'institut français de Lomé.